# Ernest S. Brown
Ernest S. Brown, född 25 september 1903 i Alturas i Kalifornien, död 23 juli 1965 i Reno i Nevada, var en amerikansk republikansk politiker. Han representerade delstaten Nevada i USA:s senat från oktober till december 1954.
Brown utexaminerades 1926 från University of Nevada, Reno. Han studerade sedan juridik och inledde 1927 sin karriär som advokat i Reno. Han var distriktsåklagare i Washoe County 1935–1941.
Brown deltog i andra världskriget i USA:s armé och befordrades till överste. Han återvände sedan till Reno och fortsatte sin advokatpraktik. Senator Pat McCarran avled 1954 i ämbetet och Brown blev utnämnd till senator fram till fyllnadsvalet senare samma år. Han ställde upp i fyllnadsvalet men förlorade mot demokraten Alan Bible.